# Bang! (Corey Hart)
Bang! è il quinto album di Corey Hart pubblicato nel 1990.

## Tracce
1. A Little Love – 4:09
2. Bang! (Starting Over) – 3:48
3. Rain On Me – 4:38
4. Chase the Sun – 3:15
5. Diamond Cowboy – 4:32
6. Icon – 3:52
7. Can't Stand Losin' You – 4:30
8. Kisses on the Train – 4:15
9. Art of Color – 4:17
10. Slow Burn – 2:50
11. Ballade for Nien Cheng – 2:51

## Formazione
- Corey Hart - voce, tastiera
- Kenny Aronoff - batteria
- John Pierce - basso
- Mike Hehir - chitarra
- Michael Landau - chitarra
- Charles Judge - tastiera
- Randy Kerber - tastiera
- Gerald Albright - sassofonista